# Tim Austin
Timothy Austin, detto Tim (Cincinnati, 14 aprile 1971), è un ex pugile statunitense.

## Palmarès

### Olimpiadi
- 1 medaglia:
  - 1 bronzo (Barcellona 1992 nei pesi mosca)